# Martin Bucer
Martin Bucer, lub Marcin Bucer (ur. 11 listopada 1491 w Schlettstadt, zm. 28 lutego 1551 w Cambridge) – niemiecki reformator protestancki, współpracownik Oswalda Myconiusa.
Jednym z jego dzieł był podręcznik na temat rekonstruowania życia kościelnego i publicznego według zasad opisanych w Piśmie Świętym.

## Życiorys
Od 1506 był dominikaninem w Schlettstadt. Po studiach w Heidelbergu został wyświęcony na kapłana w 1517. W tym czasie zetknął się z reformatorami religijnymi, w tym z Marcinem Lutrem. Początkowo sympatyzując, ostatecznie w latach 20. XVI w. opowiedział się za reformacją. W późniejszych latach był aktywny głównie w południowych Niemczech i w Szwajcarii. Do Anglii pod koniec l. 40. XVI w. wyjechał na zaproszenie anglikańskiego arcybiskupa Thomasa Cranmera. Tutaj w latach 1549–1551 był pierwszym protestanckim dziekanem fakultetu teologicznego na Uniwersytecie Cambridge.

## Spuścizna
- Correspondance de Martin Bucer et Johannes Oecolampadius